# ناحیه سنتش
ناحیهٔ سنتش (به مجاری: Szentesi járás) یک ناحیه در مجارستان است که در چونگراد-چاناد واقع شده‌است. ناحیهٔ سنتش ۸۱۳٫۸۴ کیلومتر مربع مساحت و ۴۱٬۳۲۸ نفر جمعیت دارد.